# ZAZ
ZAZ foi um portal de Internet, nascido após a compra da Nutecnet pelo Grupo RBS e durou entre 1996 e 2000, quando foi comprado pela Telefónica e transformado no Terra, um dos maiores grupos de Internet do Brasil.

## História

### Nutec e Nutecnet
Em 1988, foi criada na cidade de Porto Alegre a Nutec, de propriedade de Marcelo Lacerda e Sérgio Pretto. A Nutec era uma empresa de software com filiais em São Paulo e nos Estados Unidos. Após anos de investimento no mercado de TI e na automação comercial, a Nutec decidiu investir na internet a partir do contato com universidades americanas. Para lidar com os investimentos na internet, foi criada a Nutecnet, cujo primeiro produto foi um serviço de e-mail.
O Grupo RBS comprou a Nutecnet e passaram a investir na criação de um canal interativo na internet. Sandra Pecis e Silvia de Jesus, da Nutecnet de Porto Alegre, criaram o pré-projeto que recebeu a colaboração do Grupo e da Nutecnet de São Paulo. No dia 1 de dezembro de 1996 foi lançado o portal e provedor de internet ZAZ, na época com o slogan: ZAZ - O seu canal na internet.

### Progresso
Durante seu progresso, o ZAZ apresentou coisas inovadoras para a época, um serviço de e-mail grátis, telenovelas feitas para a internet, sendo a mais famosa "A Gente ainda nem Começou", um serviço de webcomics, o Cybercomix, e o primeiro serviço de webcasting no Brasil, que divulgava notícias de outros veículos de comunicação, como por exemplo os jornais O Globo e ISTOÉ. O ZAZ teve repercussão internacional. Marcelo Lacerda estava na lista dos 20 principais empreendedores da América Latina feita pela revista Business Week, além de ser considerado a versão brasileira de Bill Gates pelo tabloide The Wall Street Journal.
De acordo com dados de 1997, recebia cerca de 100 mil visitas diárias e tinha 59 mil assinantes e 51 pontos de presença em todo o Brasil.

### Zaz e Telefônica
Em junho de 1999 a Telefônica escolheu o ZAZ para iniciar suas operações de Internet na América Latina. A companhia adquiriu 51% da Nutecnet, empresa administradora do portal, em transação que custou cerca de US$ 250 milhões, sendo que o valor de mercado na Nutecnet naquele ano era de mais de 500 milhões de dólares. O Grupo RBS continuou como acionista da empresa, detendo 49% do capital da companhia.
Em janeiro de 2000, o ZAZ foi totalmente adquirido pelo grupo Telefônica, que mudou o nome de sua marca para Terra. Em maio do mesmo ano, a Lycos Inc se uniram em um acordo, criando a Terra Lycos. Com isto, a empresa se tornou uma das redes mais populares de internet no mundo.